# Petrea Jacobsen
Petrea Jacobsen (1914-1994) fue una genetista danesa. Es conocida por dar nombre al Síndrome de Jacobsen.
En 1973, describió una familia de tres generaciones en la que el probando portaba una supuesta deleción terminal al final del brazo largo del cromosoma 11 (11q). Este paciente tenía rasgos dismórficos, cardiopatía congénita y discapacidad intelectual.
Desde el informe inicial de Jacobsen, se han informado más de 200 pacientes con síndrome de Jacobsen, lo que sugiere que es un trastorno de genes contiguos.